# Tunnelen (film fra 2002)
|  | Denne artikel er oprettet af botten PalnaBot ud fra en ekstern database. Den kan derfor have sproglige fejl eller mangler. Denne skabelon kan fjernes efter kontrol af indholdet. |

 For alternative betydninger, se Tunnelen. (Se også artikler, som begynder med Tunnelen)
Tunnelen er en film instrueret af Claus Schrøder Nielsen.